# La tua pelle/Quando saremo ricchi
La tua pelle/Quando saremo ricchi è un singolo di Pupo pubblicato nel 1989.
Entrambe le tracce sono incluse nell'album Quello che sono pubblicato nello stesso anno.

## Tracce
1. La tua pelle – 4:50
2. Quando saremo ricchi – 4:45